# Matti Linko
Matti Arto Edvard Linko, född 30 maj 1932 i Helsingfors, är en finländsk kemiingenjör. Han är bror till Pekka Linko.
Linko blev student 1951, diplomingenjör 1956, teknologie licentiat 1961 och teknologie doktor i Helsingfors 1962. Han var forskningsassistent vid Oy Alkoholiliike Ab 1957–1958 samt forskningsingenjör vid Bryggerilaboratoriet och Statens tekniska forskningscentrals biotekniska laboratorium 1958–1968. Han var forskningsassistent vid Tekniska högskolan i Helsingfors 1957, speciallärare 1965–1966, professor i livsmedelsteknologi där 1968–1974 och forskarprofessor i bioteknik vid Statens tekniska forskningscentral från 1974.